# Sportovní Klub Slavia Praha 2003-2004
Questa voce raccoglie le informazioni riguardanti lo Sportovní Klub Slavia Praha nelle competizioni ufficiali della stagione 2003-2004.

## Stagione
Stagione deludente per i biancorossi, che non riescono mai a lottare per le posizioni di vertice, concludendo il torneo nazionale al quarto posto.
In Coppa, i biancorossi eliminano solo il Náchod-Deštné, faticando fino ai rigori (0-0, 8-7 dagli undici metri) prima di uscire contro il FC Vysočina Jihlava (1-0).
In Europa lo Slavia sconfigge i bosniaci del Leotar Trebinje (4-1) uscendo dalla Champions nel turno seguente contro il Celta Vigo (3-0 in Spagna, 2-0 a Praga). Retrocesso in Coppa UEFA, lo Slavia Praga supera solo il Sartid (2-4), uscendo dalla competizione contro il Levski Sofia (2-2) per la regola dei gol fuori casa.

## Calciomercato[1]
Vengono ceduti Václavík (Marila Pribram), Novotný (Bohemians Praga), Sankovic (Panionios), Suchopárek (SK Kladno), Slama (FK Chmel Blšany), Stiburek (Chmel Blsany), Hasler, Vachoušek (all'Olympique Marsiglia per € 2,5 milioni), Skácel (all'Olympique Marsiglia per € 1,6 milioni), Dostálek (al Rubin Kazan per € 1,25 milioni), Kučera (Viktoria Plzen) e nel gennaio 2004 Petrouš (al Rubin Kazan per € 350.000).
Vengono acquistati Skacel, Kozáčik, Kratochvil, Latka (dalla Dynamo České Budějovice in cambio di € 0,4 milioni), Nachtman (Petržalka), Zacharias, Lukeš (dal Football Club Baník Ostrava in cambio di € 0,3 milioni), Otocka (Futbalový Klub AS Trenčín), Švec, Fořt (dal Viktoria Pilsen in cambio di € 750.000), nel gennaio 2004 Koloušek (dallo Slovan Liberec in cambio di € 750.000), Marco Tulio, Jefferson Luis, Józsi (Zalaegerszegi TE) e nel febbraio seguente Neno (Santo André).

## Rosa
| N. |                       | Ruolo | Calciatore       |
| -- | --------------------- | ----- | ---------------- |
| 1  | Rep. Ceca (bandiera)  | P     | Radek Černý      |
| 20 | Rep. Ceca (bandiera)  | P     | Jindrich Skacel  |
| 29 | Slovacchia (bandiera) | P     | Matúš Kozáčik    |
| 33 | Rep. Ceca (bandiera)  | P     | Martin Franěk    |
| 2  | Rep. Ceca (bandiera)  | D     | Karel Kratochvil |
| 3  | Rep. Ceca (bandiera)  | D     | Lukáš Nachtman   |
| 4  | Rep. Ceca (bandiera)  | D     | Lukáš Došek      |
| 6  | Rep. Ceca (bandiera)  | D     | Martin Latka     |
| 19 | Slovacchia (bandiera) | D     | Matej Krajčík    |
| 22 | Rep. Ceca (bandiera)  | D     | Tomáš Hrdlička   |
| 24 | Rep. Ceca (bandiera)  | D     | Radek Bejbl      |
| 26 | Rep. Ceca (bandiera)  | D     | Martin Müller    |
| 27 | Rep. Ceca (bandiera)  | D     | Milan Zacharias  |
|    | Brasile (bandiera)    | D     | Neno             |

| N. |                       | Ruolo | Calciatore      |
| -- | --------------------- | ----- | --------------- |
|    | Brasile (bandiera)    | D     | Marco Tulio     |
| 7  | Rep. Ceca (bandiera)  | C     | Martin Lukeš    |
| 8  | Rep. Ceca (bandiera)  | C     | Václav Koloušek |
| 10 | Brasile (bandiera)    | C     | Jefferson Luis  |
| 14 | Rep. Ceca (bandiera)  | C     | Patrick Gedeon  |
| 15 | Ungheria (bandiera)   | C     | György Józsi    |
| 18 | Slovacchia (bandiera) | C     | Michal Otocka   |
| 21 | Rep. Ceca (bandiera)  | C     | Michal Švec     |
| 23 | Rep. Ceca (bandiera)  | C     | Karel Piták     |
| 25 | Rep. Ceca (bandiera)  | C     | David Kalivoda  |
| 5  | Rep. Ceca (bandiera)  | A     | Tomáš Došek     |
| 9  | Rep. Ceca (bandiera)  | A     | Pavel Kuka      |
| 16 | Slovacchia (bandiera) | A     | Pavel Fořt      |
| 28 | Brasile (bandiera)    | A     | Adauto          |